# Wilcoxita
La wilcoxita és un mineral de la classe dels sulfats que pertany al grup de l'aubertita. Va ser descoberta l'any 1979 a la mina Lone Pine, Wilcox (Nou Mèxic, EUA). Va ser anomenada així per la seva localitat tipus (Wilcox).

## Característiques
La wilcoxita és un sulfat de fórmula química MgAl(SO₄)₂F·17H₂O. Cristal·litza en el sistema triclínic. Els seus cristalls són rabassuts, mostrant {010}, {110}, {100}, {110}, {011}, típicament amb les vores arrodonides, de fins a 1 mm, agregats en crostes gruixades i masses esponjoses, pot formar estalactites.
És un mineral molt soluble; fins i tos és soluble en aigua freda. Presenta seriosos problemes a l'hora d'estudiar-lo, perquè en escalfar-se per la llum dels microscopis es dissol amb la seva pròpia aigua (l'aigua estructural que perd per l'augment de temperatura).
Segons la classificació de Nickel-Strunz, la wilcoxita pertany a «07.DE: Sulfats (selenats, etc.) amb anions addicionals, amb H₂O, amb cations de mida mitjana només; sense classificar» juntament amb els següents minerals: mangazeïta, carbonatocianotriquita, cianotriquita, schwertmannita, tlalocita, utahita, coquandita, osakaïta, stanleyita, mcalpineïta, hidrobasaluminita, volaschioita, zaherita, lautenthalita i camerolaïta.

## Formació i jaciments
La wilcoxita és un mineral post-mineria dipositat a partir de solucions derivades d'una zona d'oxidació d'una bretxa (mina Lone Pine), també es pot formar en menes de cassiterita-turmalina-quars–polsulfurs intensament oxidats (dipòsit Deputatskoye, Rússia). A més de la mina Lone Pine on va ser descoberta, també ha estat descrita a Alemanya, l'Argentina, altres indrets dels EUA, Hongria, Itàlia, Rússia, Sud-àfrica i Suïssa.